# Michael Field

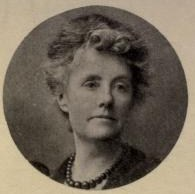
Katherine Bradley

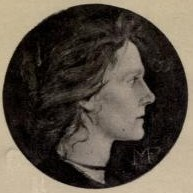
Edith Cooper

Michael Field foi um pseudônimo utilizado simultaneamente pelas autoras inglesas Katherine Harris Bradley (27 de outubro de 1846 – 26 de setembro de 1914) e sua sobrinha  Edith Emma Cooper (12 de janeiro de 1862 – 13 de dezembro de 1913). Sob o nome Field, elas escreveram e publicaram juntas em torno de 40 trabalhos, além de um longo diário denominado Works and Days. Apesar da intenção mútua de manter sua identidade em sigilo, ela tornou-se pública logo após confidenciarem em seu amigo próximo Robert Browning.

## Biografias
Katherine Bradley nasceu em 27 de outubro de 1846 em Birmingham, Inglaterra, filha de Charles Bradley, um fabricante de tabaco, e de Emma (nascida Harris). Seu avô, também Charles Bradley, foi um seguidor proeminente e financiador da profetisa Joanna Southcott e de seu autoproclamado sucessor John "Zion" Ward. Ela frequentou palestras no Collège de France em 1868. Em 1874 participou de um curso no Newnham College, em Cambridge, especialmente destinado a mulheres, que, no entanto, não receberam diploma por sua conclusão.
A irmã mais velha de Bradley, Emma, casou-se com James Robert Cooper em 1860 e foi morar em Kenilworth, onde sua filha, Edith Emma Cooper, nasceu em 12 de janeiro de 1862. Emma Cooper tornou-se inválida para o resto da vida após o nascimento de sua segunda filha, Amy, e Katharine Bradley, sendo sua irmã, assumiu o cargo de guardiã legal de sua sobrinha Edith Cooper.
Bradley esteve envolvida por algum tempo no projeto utópico de Ruskin. Ela publicou primariamente sob o pseudônimo de Arran Leigh, uma homenagem à autora Elizabeth Barret. Edith adotou o nome Isla Leigh para sua primeira publicação conjunta, Bellerophôn.
A partir do final da década de 1870, enquanto Edith estudava na University College, Bristol, elas concordaram em viver juntas e foram, ao longo dos 40 anos seguintes, amantes lésbicas e co-autoras. Sua primeira publicação conjunta como Michael Field foi "Callirhöe and Fair Rosamund" em 1884. A publicação Athenaeum observou que "a famosa canção do fauno em 'Callirrhoé', que apareceu em muitas antologias, as canções das fadas em 'Fair Rosamund' e todo o drama comovente de 'A Tragédia do Pai' foram obra da escritora mais jovem, ainda menina." Elas tinham independência financeira.
Ambas as mulheres eram esteticistas, fortemente influenciadas pelo pensamento de Walter Pater. Elas desenvolveram um grande círculo de amigos e contatos dentro do mundo literário, em particular os pintores e parceiros de longo termo Charles Ricketts e Charles Shannon, seus subsequentes vizinhos em Richmond, Londres. Robert Browning era um de seus amigos próximos — e o responsável pela eventual divulgação de sua identidade — assim como Rudyard Kipling. Eles também conheciam e admiravam Oscar Wilde, lamentando amargamente sua morte. Apesar de manterem seu reconhecimento dentro do mundo literário, seu sucesso inicial não foi sustentado (isso é frequentemente atribuído à identidade conjunta de Field que se tornou conhecida). Elas conheciam muitos participantes dos movimentos estéticos da década de 1890, incluindo Walter Pater, Vernon Lee, JA Symonds e também Bernard Berenson. William Rothenstein era um amigo. Em 1899, o falecer do pai de Edith permitiu-lhes comprar a sua própria casa como prova do seu "casamento consanguíneo", embora Edith visse a morte do pai como uma retribuição pelo seu estilo de vida. Mais tarde, Edith foi responsável por levar ambas a se estabelecerem como católicas praticantes.

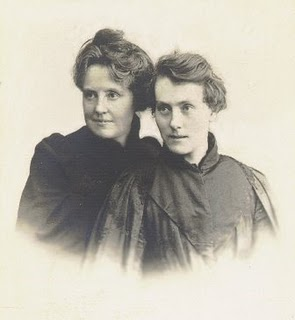
Katherine Harris Bradley e Edith Emma Cooper

Elas escreveram vários poemas de amor apaixonados uma para a outra, e o seu nome, Michael Field, foi a maneira de se declararem como uma unidade única e inseparável. Seus amigos se referiam a elas como "Fields", "Michaels" ou "Michael Fields". Elas tinham uma variedade de apelidos carinhosos uma para a outra. Ambas também eram profundamente devotas aos seus animais de estimação, especialmente Whym Chow, para quem escreveram um livro de poemas elegíacos intitulado Whym Chow: Flame of Love. O diário conjunto começa com um relato do deslumbramento de Bradley por Alfred Gérente, um artista de vitrais e irmão de Henri Gérente. Prossegue documentando Michael Field como uma figura, entre 'seus' homólogos literários, e as suas vidas. Quando Whym Chow morreu em 1906, o relacionamento das autoras foi abalado; ambas as mulheres se converteram ao catolicismo romano em 1907. Suas escritas anteriores, distintivamente influenciadas pela cultura clássica e renascentista — particularmente em seus aspectos pagãos, inspirada por Safo conforme entendida pelos vitorianos no final do século, e talvez por Walter Savage Landor — apresentaram uma mudança selvagem, refletindo claramente suas novas inclinações religiosas.
Katherine descobriu que tinha câncer de mama em junho de 1913 e confidenciou apenas ao seu confessor, Vincent McNabb; ela nunca contou a Edith, a qual foi diagnosticada com câncer em 1911. Edith morreu em 13 de dezembro de 1913 em sua casa, The Paragon, Richmond. Katherine morreu em 26 de setembro de 1914, tendo se mudado para uma casa de campo perto de McNabb em Hawkesyard Priory, Rugeley. Elas foram enterradas juntas no cemitério da Igreja Católica Romana de Santa Maria Madalena em Mortlake, aonde permanecem até hoje.

## Legado
Em 1923, entristecido pela falta de um memorial para suas colegas, Charles Ricketts construiu um memorial de pedra negra em seus nomes, no qual John Gray escreveu o epitáfio “Unidas em sangue, unidas em Cristo”. No entanto, esta lápide rachou irreparavelmente em 1926, no mesmo ano em que foi instalada, e perdida em totalidade.
Seus extensos diários estão armazenados na Biblioteca Britânica, e foram digitalizados e disponibilizados pelo Victorian Lives and Letters Consortium. Carolyn Dever argumenta que os diários contêm muitas qualidades novelísticas – pelo menos até a época da morte de Whym Chow.
Uma seleção muito editada dos diários, que consistia de duas dúzias de volumes anuais em livros contábeis com aspectos de álbum estilo scrapbook combinados com um estilo literário de composição, foi preparada por T. Sturge Moore, um amigo de sua mãe, Marie.

## Recepção do público
Uma revisão de seus poemas em 1908 observou que “Um dos semanários londrinos, ao anunciar o novo volume, comenta a estranha anomalia de que um poeta com a distinção de “Michael Field” tenha um reconhecimento tão pequeno neste país. Um escritor da “Academia” é citado como tendo dito que “ele é talvez o maior dos nossos poetas líricos vivos que estão realmente escrevendo nesta época”, e afirma-se que aqueles que estão familiarizados com a obra do poeta devem concordar com esta apreciação. Sem entrar na questão do mérito comparativo (diz o “Yorkshire Observer”), pode-se admitir prontamente que os seus poemas apresentam uma nota genuína de distinção. O Athenaeu observou que “há sete anos ambas poetas foram recebidas na Igreja Romana, e as suas obras definitivamente católicas são representadas por dois volumes de versos devocionais: ‘Poemas de Adoração’, pela mais jovem, e ‘Árvores Místicas’, pela escritora mais velha.” 